# Janez Remic
Janez Remic, slovenski pesnik in kritik, * 11. junij 1921, Bohinjska Bistrica, † (?) junij 1945, okolica Slovenj Gradca.

## Življenjepis
Remic je po maturi 1940 pričel na ljubljanski univerzi študirati klasično filologijo. Po okupaciji je študij nadaljeval na Dunaju. Maja 1944 je bil vpoklican v nemško vojsko, stopil marca 1945 med gornjske domobrance, bil po umiku na Koroško iz Vetrinja vrnjen v Slovenijo in bil verjetno v začetku junija 1945 ubit med množičnimi poboji v okolici Slovenj Gradca.

## Literarno delo
Remic je izšel iz literarnega kroga, ki se je zbiral okoli glasila Domače vaje, katerega so izdajali dijaki Zavoda svetega Stanislava. Spočetka je pisal pesmi in jih objavljal v Mentorju, nato pa ga je pritegnila literarna kritika, ki jo je objavljal v Domu in svetu ter Dejanju. Med štdjem na Dunaju se je posvečal študiju Platona in tam postal  duhovni vodja literarne skupine, s katero je spomladi 1944 izdal ilegalno glasilo Dunajske domače vaje.
Najpomembnejši del Remičeve literarne zapuščine je žal izgubljen, ohranjen pa je njegov dnevnik 1942 - 1944 in pisma I. Hribovšku.